# Schlager Radio (Schweiz)
Schlager Radio ist ein Schweizer Musiksender der Energy Broadcast AG und gehört damit zur Energy Gruppe, welche auch Energy Zürich betreibt. Der Sender spielt nach eigenen Angaben rund um die Uhr die «besten und schönsten Schlagersongs aller Zeiten». Der musikalische Fokus liegt auf aktuellen Schlagerhits und Klassikern seit den 1970er Jahren sowie ausgewählten Schlager-Highlights aus der Schweiz.

## Geschichte und Zahlen
Der Sender ging im Februar 2020 auf Sendung und löste Luna Radio ab. Schlager Radio gehört zum Senderportfolio der Energy Broadcast AG.
Im 2. Semester 2024 hörten gemäss Mediapulse-Daten täglich rund 40'000 Hörer das Musikprogramm. Die durchschnittliche Hördauer betrug rund 67 Minuten.

## Empfang
Der Sender ist über DAB+ in Teilen der Deutschschweiz empfangbar. Zudem wird das Programm von Schlager Radio im Internet weltweit via Apps und im Webstream verbreitet.

## Weitere Sender
Die Energy Broadcast AG betreibt ausserdem die Musiksender Rockit Radio und Vintage Radio auf DAB+. Alle Sender zusammen erreichen in der Deutschschweiz täglich fast 237'000 Hörer (Mediapulse-Daten, 2. Semester 2024, Montag – Freitag).